# Glenea gardneriana
Glenea gardneriana é uma espécie de escaravelho da família Cerambycidae. Foi descrito por Stephan von Breuning em 1958.  É conhecida a sua existência em Laos, Índia, China, e Myanmar.